# 27032 Veazey
27032 Veazey è un asteroide della fascia principale. Scoperto nel 1998, presenta un'orbita caratterizzata da un semiasse maggiore pari a 2,2462003 au e da un'eccentricità di 0,0375098, inclinata di 0,81146° rispetto all'eclittica.